# Carduus defloratus
Il cardo dentellato (Carduus defloratus L. 1759)  è una pianta perenne erbacea angiosperma dicotiledone, dai capolini solitari appartenente alla famiglia delle Asteraceae.

## Etimologia
Il nome del genere (Carduus) deriva dal latino (= “cardo” in italiano) che a sua volta potrebbe derivare da una parola greca il cui significato si avvicina al nostro vocabolo “rapare”; ma altre ricerche farebbero derivare da un'altra radice, sempre greca, “ardis” (= “punta dello strale”), alludendo ovviamente alla spinosità delle piante di questo genere. Mentre L'epiteto specifico (defloratus)  deriva sempre dal latino è può significare sfiorito, reclinato : qui probabilmente si fa riferimento al particolare portamento nutante del capolino.

In lingua inglese queste piante vengono chiamate Alpine Thistle.

## Descrizione
(La seguente descrizione è relativa alla specie Carduus defloratus s.l.; per i dettagli delle varie sottospecie vedere più avanti.)

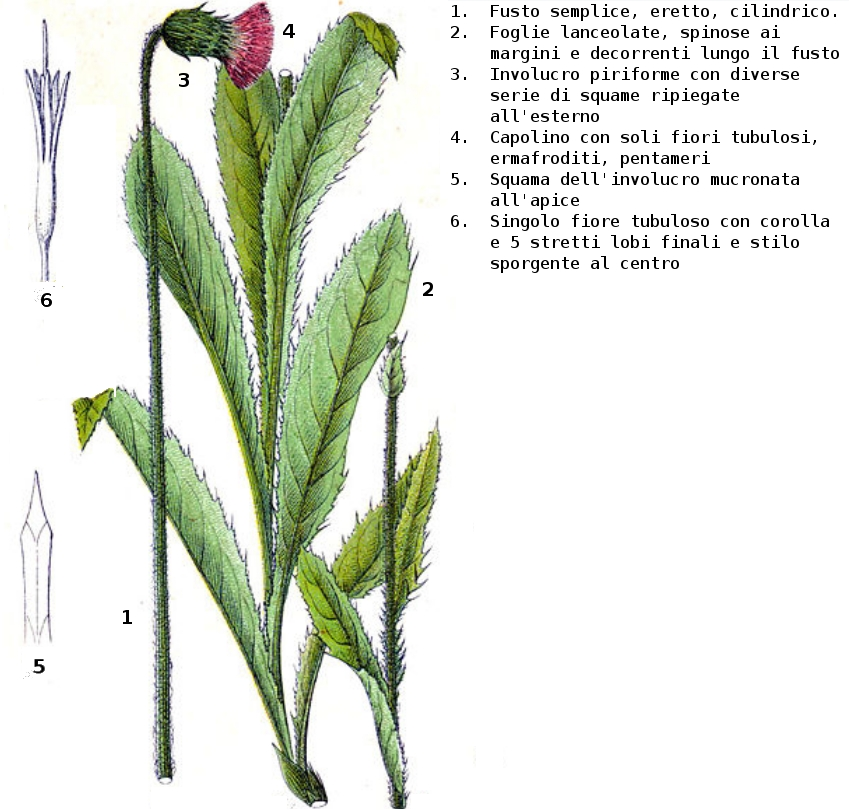
Descrizione delle parti della pianta

Questi tipi di piante possono raggiungere i 80 cm di altezza (dimensioni medie 30 – 50 cm). La forma biologica della specie è emicriptofita scaposa (H scap); sono piante perennanti per mezzo di gemme poste al suolo formate da un asse fiorale lungo e spesso privo di foglie.

### Fusto
Il fusto è eretto, semplice (ma anche a volte ramoso in basso), cilindrico, bianco – tomentoso e generalmente quasi privo di foglie (e di ali) nella parte alta (generalmente questa zona è nuda 5 – 6 volte più lunga del capolino), mentre in quella bassa è glabro ed è densamente foglioso (possiede una rosetta basale). Sono presenti dei peli contorti lunghi 0,5 – 1 mm.

### Foglie

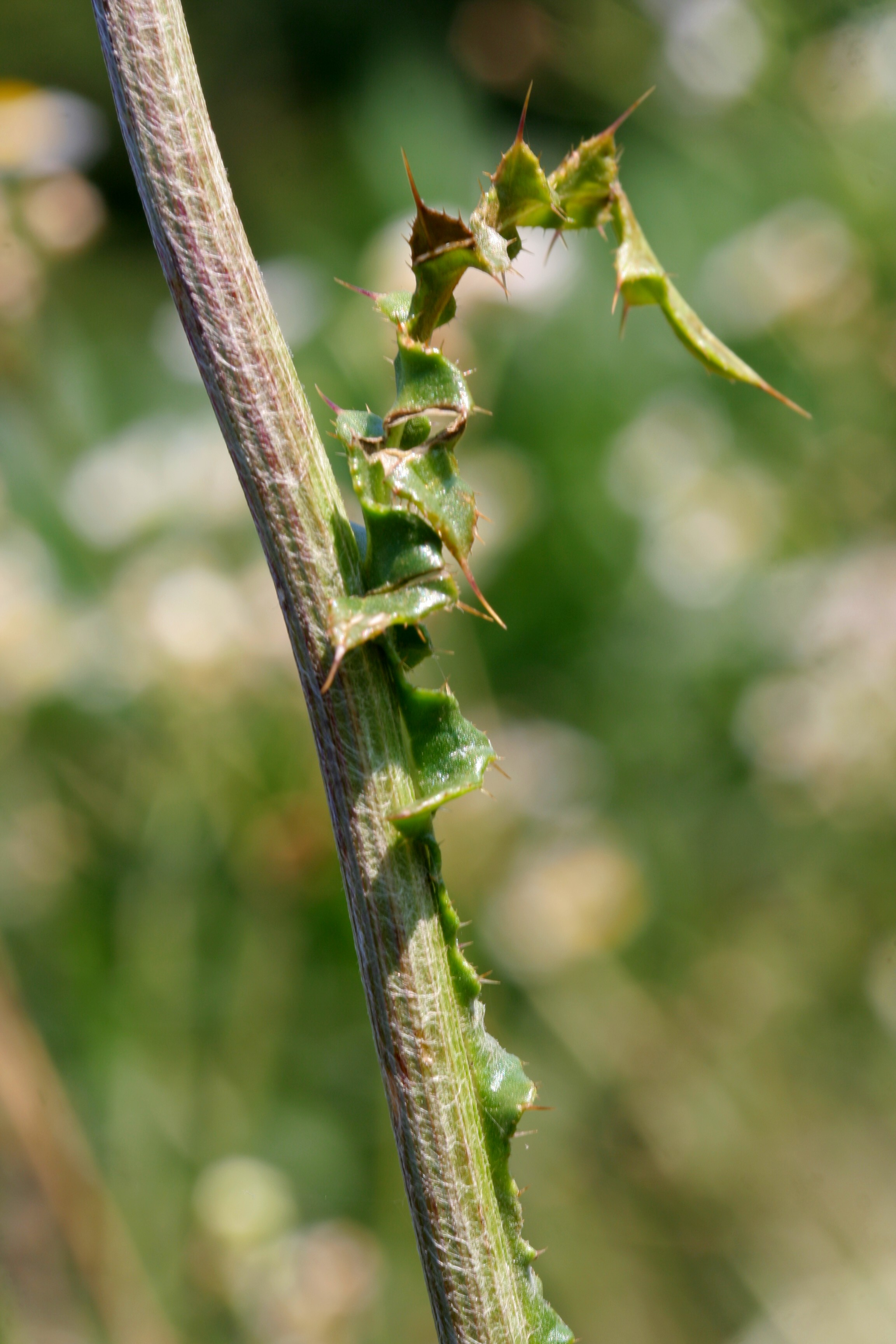
Foglia decorrente lungo il fusto
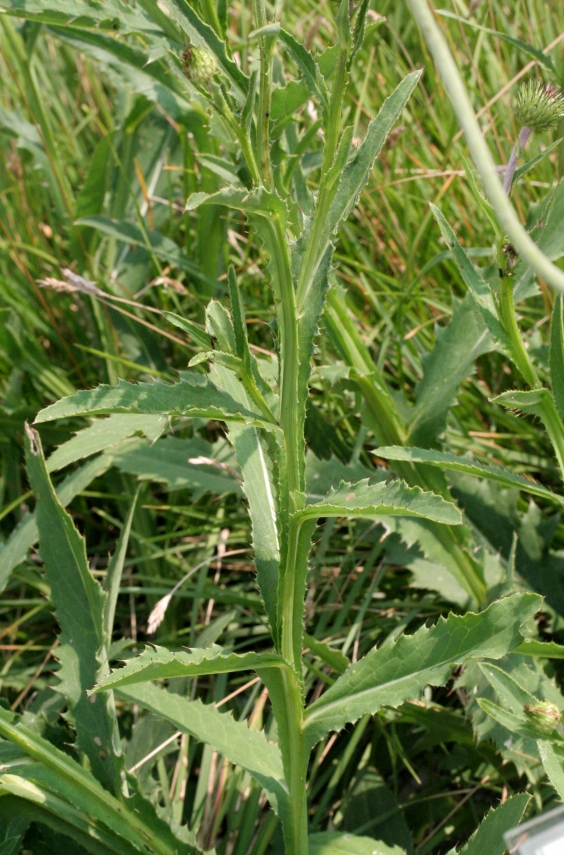
Foglie opposte lungo il fusto
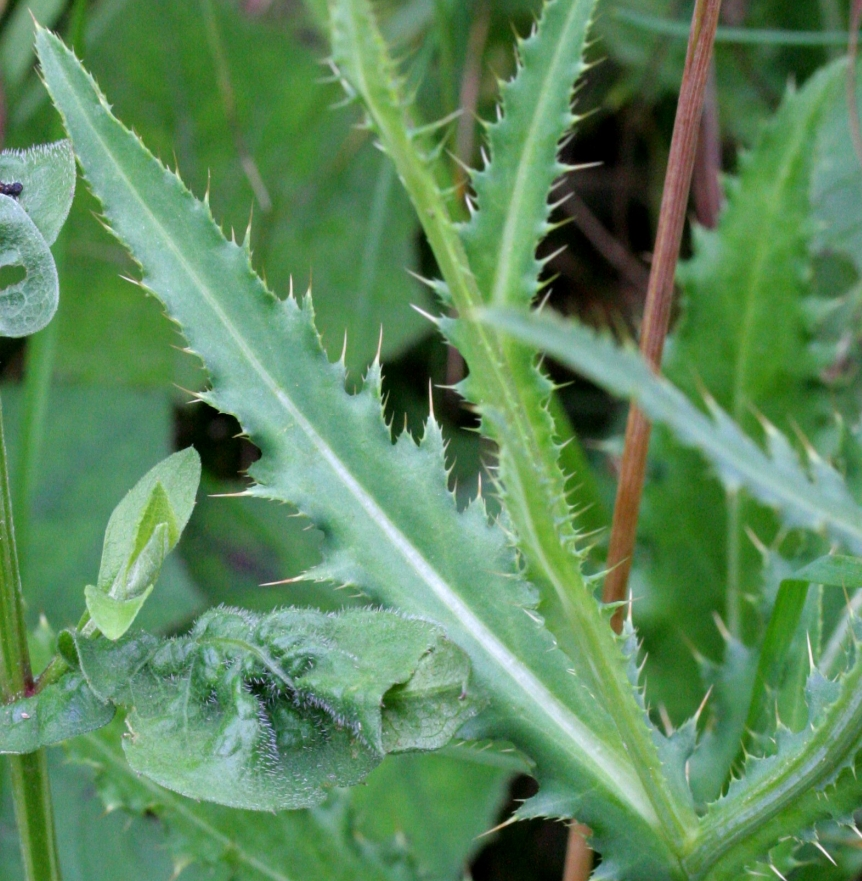
Foglie di Carduus defloratus subsp defloratus
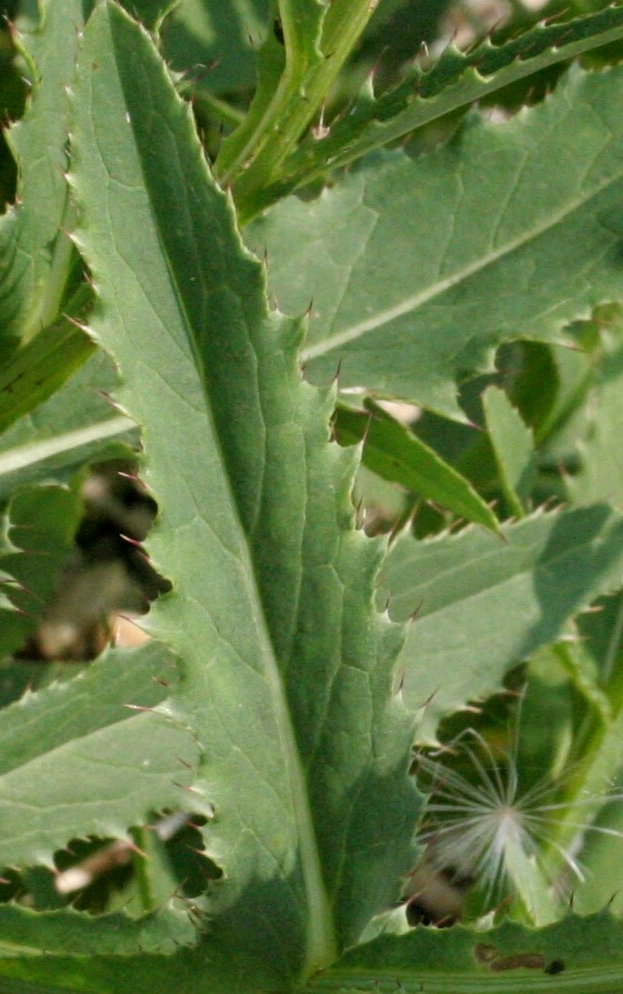
Foglie di Carduus defloratus subsp defloratus

Le foglie, di forma lanceolata le superiori ed ellittica quelle inferiori, possono essere indivise oppure appena pennatopartite  (con denti o lobi) e sono scarsamente spinose sui margini (a volte sono delle semplici ciglia rigide) e quasi sempre formano una rosetta basale. Se sono presenti sul fusto si dispongono in modo alterno. Il colore delle foglie è verde e lievemente glauco sulla pagina inferiore; sono munite di picciolo e sono decorrenti quelle basali, mentre le cauline sono amplessicauli. La pagina inferiore delle foglie a volte è cosparsa di peli pluricellulari crespi, mentre quella superiore è glabra. Dimensioni delle foglie inferiori : larghezza 3 – 4 cm, lunghezza 8 – 12 cm; le superiori : larghezza 1 – 1,5 cm, lunghezza 3 – 5 cm; lunghezza delle spine : 1 – 5 mm.

### Infiorescenza

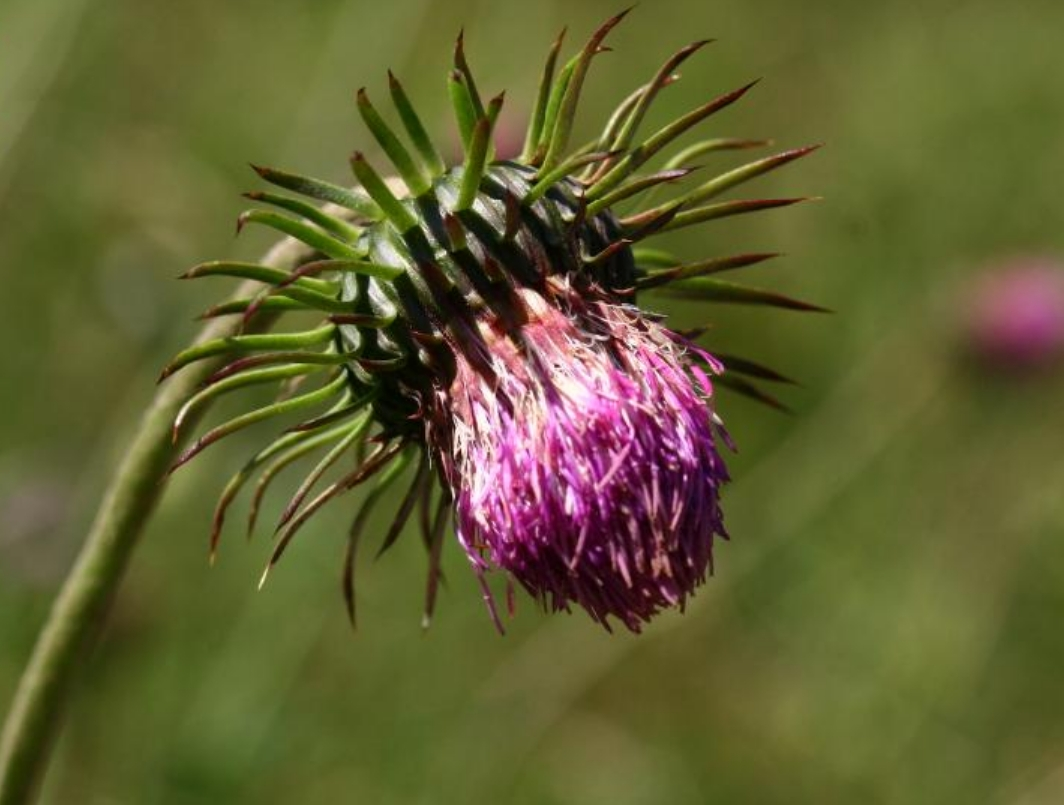
Infiorescenza
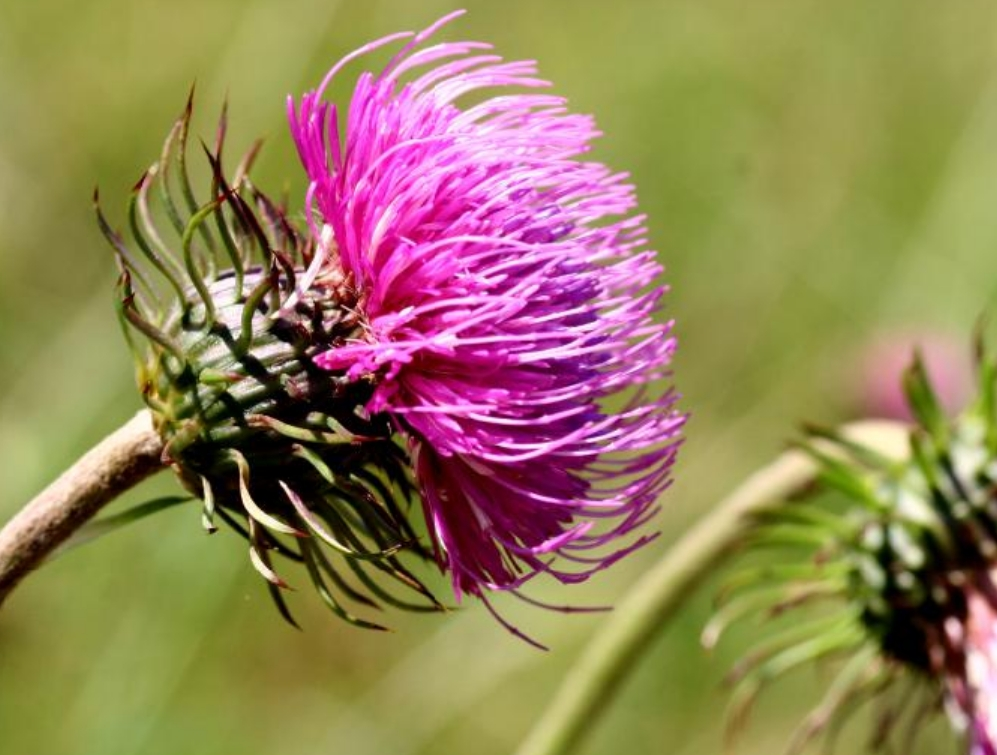
Involucro con squame patenti

L'infiorescenza è formata da capolini solitari di diametro 1,5 – 3 cm. Caratteristica è una lieve reclinatura verso il basso alla fioritura (capolino nutante). L'involucro è piriforme (larghezza 10 mm, altezza 12 mm; diametro 2 – 3 cm) con diverse serie di squame, quelle inferiori patenti per mezzo di una piegatura mediana, mentre quelle superiori sono ristrette all'apice con un mucrone (dimensione media delle squame: larghezza 1 – 2 mm, lunghezza 8 – 13 mm). Le squame sono sormontate all'apice da un mucrone.

### Fiori

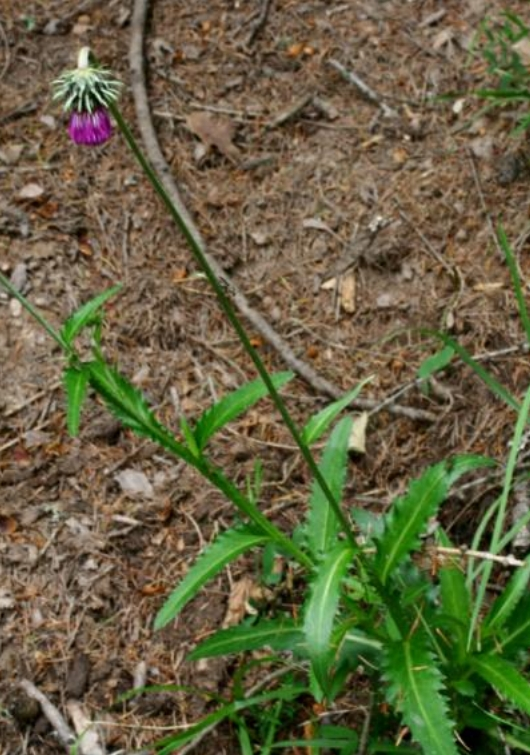
Portamento della pianta

I fiori del capolino sono tutti tubulosi (il tipo ligulato, presente nella maggioranza delle Asteraceae,  qui è assente), sono inoltre ermafroditi, tetraciclici (calice– corolla – androceo – gineceo) e pentameri.
- Formula fiorale :

- /x K {\displaystyle \infty }, [C (5), A (5)], G 2 (infero), achenio

- Calice: il calice è ridotto al minimo.
- Corolla: la corolla è tubulosa e terminante con 5 lacine di colore porporino. Lunghezza della corolla 10 – 15 mm.
- Androceo: gli stami sono 5 ed hanno dei filamenti liberi e pelosi che possiedono la particolarità di compiere dei movimenti. Le antere sono caudate alla base (hanno una coda).
- Gineceo: l'ovario è infero; gli stimmi sono glabri (hanno un ciuffo di peli solo all'apice dello stilo che sporge rispetto alla corolla).
- Fioritura : da giugno a settembre.

### Frutti
Il frutto è un achenio chiaro di forma ovoide (3 – 4 mm) con una prominenza apicale globosa e un pappo (10 – 12 mm) composto da setole ispide (non piumose).

## Biologia
- Impollinazione: l'impollinazione avviene tramite insetti (impollinazione entomogama) quali api e lepidotteri.
- Riproduzione: la fecondazione avviene fondamentalmente tramite l'impollinazione dei fiori (vedi sopra).
- Dispersione: i semi cadendo a terra (dopo essere stati trasportati per alcuni metri dal vento per merito del pappo – disseminazione anemocora) sono successivamente dispersi soprattutto da insetti tipo formiche (disseminazione mirmecoria).

## Distribuzione e habitat
- Geoelemento: normalmente il tipo corologico considerato è Orof. Centro-Europ. (una zona compresa tra le Alpi, il Giura e i Carpazi); ma per alcune sottospecie viene definito un tipo corologico come Endem. Alpica, si tratta quindi di piante distribuite su tutto (o parte) dello sviluppo dell'arco alpino, ma non in altri areali.
- Diffusione : è una pianta diffusa nell'Europa sia centrale che meridionale. in Italia è più o meno comune ovunque.
- Habitat : l'habitat preferito di questa specie sono i prati, i pendii rocciosi e boschi radi, ma anche zone detritiche. Preferisce le zone soleggiate e aride su calcare.
- Diffusione altitudinale : dal piano fino a circa 2000 m s.l.m..

## Tassonomia
La famiglia di appartenenza di questa voce (Asteraceae o Compositae, nomen conservandum) probabilmente originaria del Sud America, è la più numerosa del mondo vegetale, comprende oltre 23.000 specie distribuite su 1.535 generi, oppure 22.750 specie e 1.530 generi secondo altre fonti (una delle checklist più aggiornata elenca fino a 1.679 generi). La famiglia attualmente (2021) è divisa in 16 sottofamiglie.
Cardueae è una delle 4 tribù della sottofamiglia. La tribù Cardueae a sua volta è suddivisa in 12 sottotribù (la sottotribù Carduinae è una di queste).  Il genere Carduus elenca 92 specie distribuite in Eurasia e parte in Africa del nord, delle quali una ventina sono presenti spontaneamente sul territorio italiano.

### Filogenesi
Il genere di questa voce è inserito nel gruppo tassonomico della sottotribù Carduinae. In precedenza provvisoriamente era inserito nel gruppo tassonomico informale "Carduus-Cirsium Group". La posizione filogenetica di questo gruppo nell'ambito della sottotribù è abbastanza vicina al "core" della sottotribù (con il genere Cirsium forma un "gruppo fratello") e dalle analisi molecolari è stato calcolato in 7,2 milioni di anni fa la separazione di questo genere dal resto del gruppo.
Il genere Carduus spesso viene botanicamente “confuso” con altri generi come quello del Cirsium o Cnicus (in effetti un tempo diverse specie di quest'ultimo genere appartenevano al genere Carduus). Un modo per distinguere il genere Carduus dagli altri è esaminare le setole del pappo: in questo le setole sono delle pagliette denticolate e ispide e non piumose come ad esempio nel genere Cirsium.
La specie di questa voce è a capo del "Complesso di C. defloratus" insieme alla specie Carduus carlinifolius Lam.. I caratteri distintivi di questo gruppo sono:
- l'habitat è tipicamente montano;
- i fusti non sono alati:
- i capolini sono unici e isolati portati da un lungo peduncolo allungato;
- la forma dell'involucro varia da ovoide a quasi sferico;
- le brattee dell'involucro terminano con una lunga punta obliqua o patente;
- gli acheni hanno una prominenza apicale penta-lobata.

C. defloratus individua un gruppo di difficile trattazione con caratteri debolmente differenziati tra sottospecie e sottospecie e diversi individui intermedi a causa dell'alta ibridabilità sia all'interno della specie stessa (tra le varie sottospecie) ma anche (ovviamente) tra specie diverse (vedi paragrafo sugli “Ibridi”). Per alcuni studiosi ad esempio la specie Carduus carlinifolius Lam. è una sottospecie del C. defloratus. L'instabilità del gruppo è dovuta anche a una certa disploidia con numeri varianti tra 2n = 18 e 24.
Nella "Flora d'Italia" sono individuate 5 stirpi principali (le prime tre descritte più avanti, le altre due sono relative alla voce Carduus carlinifolius):
- (1) C. defloratus subsp. summanus (Pollini) Arcang.
- (2) C. defloratus subsp. defloratus
- (3) C. defloratus subsp. rhaeticus (DC.) Murr.
- (4) C. carlinifolius subsp. carlinifolius
- (5) C. carlinifolius subsp. spinulosus (Bertold.) Pignatti et Guarino  (morfotipo appenninico)

I caratteri dall'entità (1) alla (5) variano dalle foglie intere (o appena dentellate) a foglie completamente pennato-divise. Secondo Pignatti la sottospecie summanus potrebbe essere considerata la “stirpe base” (la diploidia per questa pianta e 2n=18, mentre tutte le altre sono diploidi con 2n = 22). In effetti questa pianta si trova in prevalenza nelle zone “rifugio” ai margini delle Alpi (potrebbe essere quindi di origine preglaciale), mentre le altre sottospecie frequentano stazioni più generiche (meno esclusive) e quindi la loro diffusione è postglaciale (ossia più recente).
Il numero cromosomico di C. defloratus è: 2n = 18, 19, 20, 21, 22 e 24.

### Sottospecie
In Italia sono presenti 3 sottospecie di Carduus defloratus; qui di seguito descritte (non sempre sono riconosciute da tutte le checklist):

#### Sottospeciesummanus

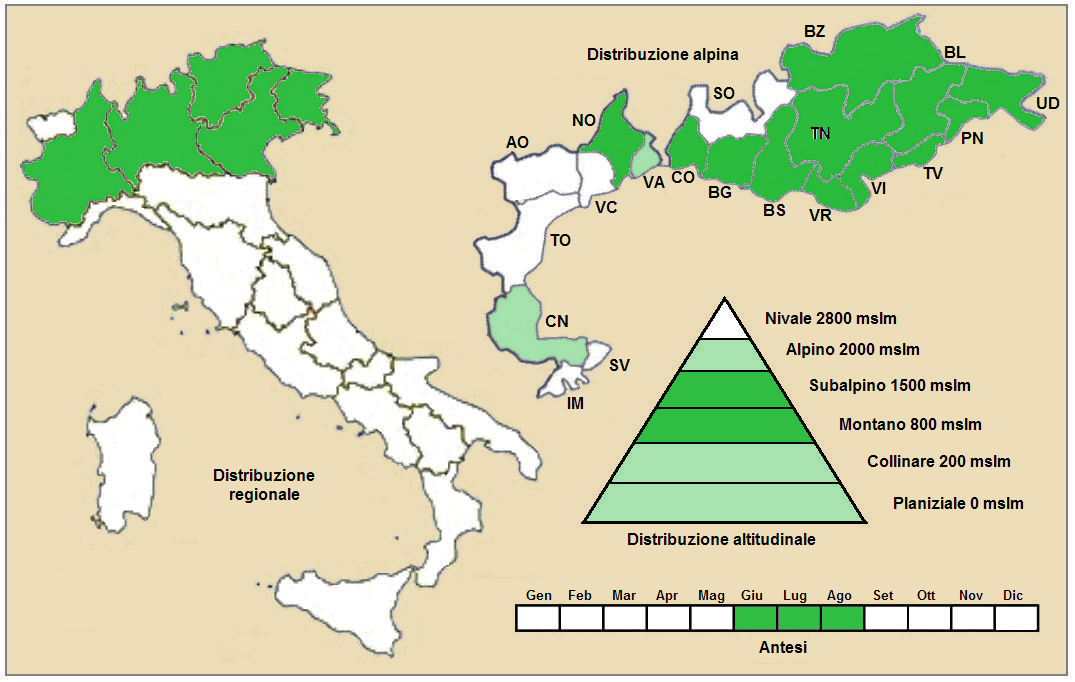
Distribuzione della sottospecie summanus

- Nome scientifico: Carduus defloratus L. subsp. summanus  (Pollini) Arcang., 1882.
- Basionimo: Carduus crassifolius Willd., 1809.
- Nome comune: Cardo a foglie carnose.
- Descrizione:

sono piante più alte (80 cm);
il bordo delle foglie è percorso da 12 – 25 denti (o lobi) per lato con altrettante spine robuste; quelle inferiori sono glaucescenti con lamina oblanceolato-spatolata;
le brattee mediane dell'involucro sono progressivamente ristrette in punte allungate.
- Fioritura: luglio e agosto.
- Geoelemento: il tipo corologico (area di origine) è Endemico / Alpico.
- Distribuzione: in Italia questa sottospecie è presente al nord (Alpi centrali e orientali); Oltreconfine, sempre nelle Alpi, si trova in Svizzera (cantone Ticino), in Austria (Länder del Tirolo Orientale, Salisburgo, Carinzia e Stiria) e Slovenia (in generale è presente nella Penisola Balcanica zona nord-occidentale).
- Distribuzione altitudinale: da un punto di vista altitudinale questa sottospecie frequenta il piano vegetazionale subalpino, montano e in parte quello collinare (oltre a quello planiziale); quote: 600 - 1.700 metri sul livello del mare.
- Habitat: l'habitat tipico per questa sottospecie sono le rupi soleggiate, le zone rocciose, i ghiaioni (pendii franosi), le praterie rase alpine e subalpine, le pinete e i gineprai; il substrato preferito è calcareo con pH basico, medi valori nutrizionali del terreno che deve essere secco.
- Numeri cromosomici: 2n = 18, 19, 20 e 21.
- Sinonimi:

C. crassifolius Willd.
C. defloratus subsp. crassifolius  (Willd.) Hayek, 1913
C. defloratus subsp. glaucus sensu Fiori
C. subdecurrens Bertold.
C. summanus Pollini
C. tridentinus Evers.

#### Sottospeciedefloratus

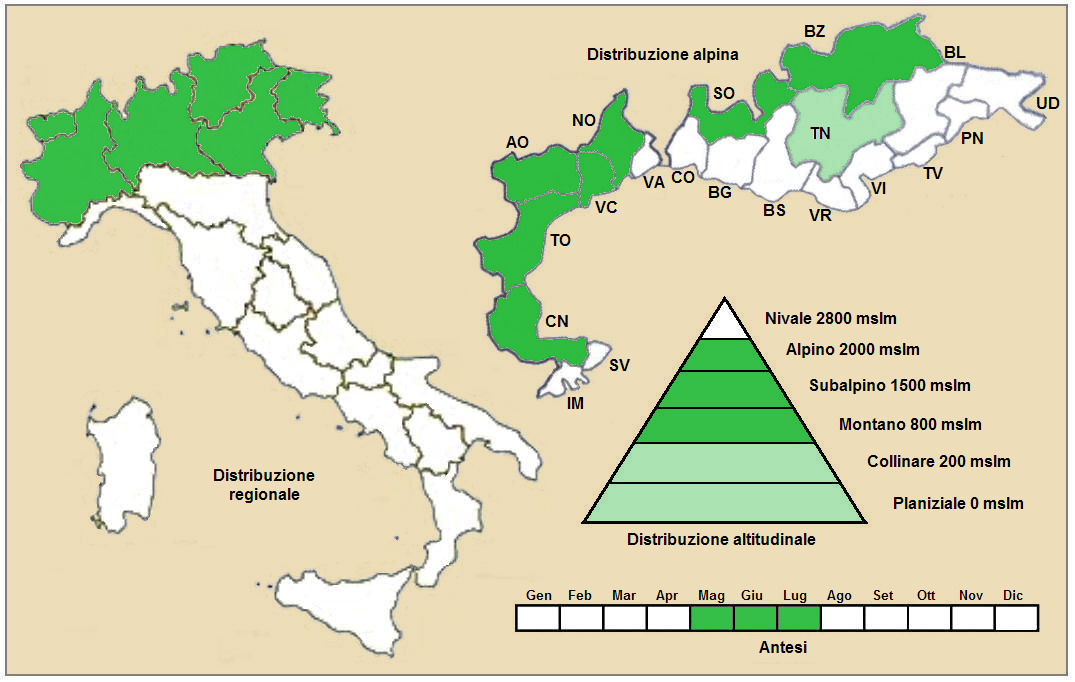
Distribuzione della sottospecie defloratus

- Nome scientifico: Carduus defloratus L. subsp. defloratus.
- Nome comune: Cardo dentellato.
- Descrizione:

il bordo delle foglie è percorso da 12 – 25 denti (o lobi più o meno profondi) per lato con altrettante (o meno) spine robuste; le foglie inferiori sono da dentate/lobate fino a pennatopartite; il colore è verde scuro;
le brattee mediane dell'involucro sono progressivamente ristrette in brevi punte (possono terminare in un mucrone).
- Geoelemento: il tipo corologico (area di origine) è Endemico / Alpico.
- Distribuzione: in Italia è più o meno presente su tutto l'arco alpino (è la stirpe più diffusa); oltreconfine, sempre nelle Alpi, è presente sia in Francia che in Svizzera, Austria e Slovenia; sugli altri rilievi europei si trova nella Foresta Nera e nel Massiccio del Giura; In Europa è presente nella parte centrale e occidentale.
- Distribuzione altitudinale: da un punto di vista altitudinale questa sottospecie è presente fino a 2000 m s.l.m.; quindi frequenta il piano vegetazionale montano, subalpino, alpino e in parte quello collinare (oltre a quello planiziale).
- Habitat: l'habitat tipico per questa sottospecie sono le schiarite forestali, le strade boschive, le rupi, i ghiaioni, i campi solcati e le praterie rase subalpine e alpine (incluse le praterie rocciose); il substrato preferito è sia calcareo che calcareo/siliceo con pH basico, medi valori nutrizionali del terreno che deve essere secco.
- Fitosociologia alpina: dal punto di vista fitosociologico alpino Carduus defloratus appartiene alla seguente comunità vegetale:

Formazione: delle comunità delle praterie rase dei piani subalpino e alpino con dominanza di emicriptofite.
Classe: Elyno-Seslerietea variae
- Fitosociologia italiana: per l'areale completo italiano Carduus defloratus appartiene alla seguente comunità vegetale:[21]

Macrotipologia: vegetazione delle praterie.
Classe: Festuco valesiacae-Brometea erecti Br.-Bl. & Tüxen ex Br.-Bl., 1949
Ordine: Artemisio albae-Bromenalia erecti Biondi, Ballelli, Allegrezza & Zuccarello, 1995
Alleanza: Xerobromion erecti Br.-Bl. & Moor, 1938
Descrizione. L'alleanza Xerobromion erecti è relativa alle praterie xerofile (subatlantiche, subcontinentali e submediterraneo) che si sviluppano su substrati calcarei. La cenosi è costituita prevalentemente da camefite che si sviluppano su suoli erosi e superficiali. Distribuzione dell'alleanza: Europa centrale e sub-atlantica, Francia e Germania meridionale;  in Italia si rinviene in alcuni settori delle Alpi occidentali dove l'alleanza si arricchisce di specie euri-mediterranee.
Specie presenti nell'associazione: Anthyllis montana, Dianthus sylvestris, Carduus defloratus, Carex liparocarpos, Fumana procumbens, Galium corrudifolium, Hippocrepis comosa, Laserpitium siler, Laserpitium gallicum, Leopoldia comosa, Ononis natrix, Orobanche teucrii, Petrorhagia saxifraga, Saponaria ocymoides, Sesleria caerulea, Scorzonera austriaca, Globularia punctata e Thesium alpinum.
Altre alleanze per questa specie sono: Erico-Pinion mugo - Erico carneae-Pinion sylvestris
- Sinonimi:

C defloratus subsp. defloratus sensu Kazmi
C defloratus subsp. viridis (A. Kern.) Murr

#### Sottospecierhaeticus

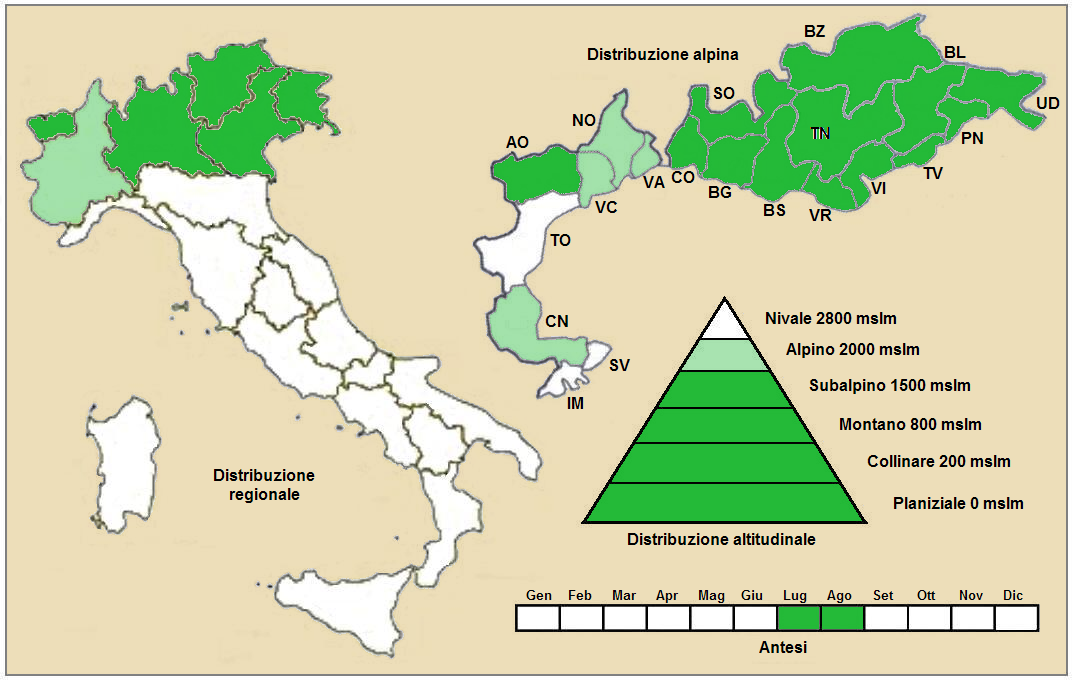
Distribuzione della sottospecie rhaeticus

- Nome scientifico: Carduus defloratus L. subsp. rhaeticus  (DC.) Murr, 1924
- Basionimo: Carduus tridentinus Evers, 1896.
- Nome comune:  Cardo del Trentino.
- Portamento: sono piante meno alte (60 cm).
- Descrizione: per Sandro Pignatti si tratta di individui con caratteristiche intermedie tra la specie defloratus e la specie carlinifolius, e quindi di ibridi;

i fusti sono molto densamente tomentosi;
le foglie inferiori hanno un contorno lanceolato con contorno da pennato-lobato a pennatosetto (con 5 - 9 profondi lobi per lato e spinule robuste di 3 - 5 mm).
- Fioritura: luglio e agosto.
- Geoelemento: il tipo corologico (area di origine) è Alpico.
- Distribuzione: in Italia questa sottospecie è presente nel Trentino, Dolomiti e Carnia; oltre confine, sempre nelle Alpi, si trova in Svizzera (cantoni Vallese, Ticino e Grigioni), in Austria (Länder del Tirolo Settentrionale e Tirolo Orientale) e in Slovenia (in generale è presente nella Penisola Balcanica zona nord-occidentale).
- Distribuzione altitudinale: da un punto di vista altitudinale questa sottospecie frequenta il piano vegetazionale subalpino, montano e collinare (oltre a quello planiziale); quote: da 1.000 a 2.000 metri sul livello del mare.
- Habitat: l'habitat tipico per questa sottospecie sono le schiarite e strade forestali, le zone rocciose e i ghiaioni, le praterie e i pascoli aridi dal piano collinare a quello subalpino; il substrato preferito è siliceo con pH neutro, medi valori nutrizionali del terreno che deve essere secco.
- Sinonimi:

C. defloratus subsp. tridentinus  (DC.) Murr, 1924
C. defloratus var. rhaeticus DC.
C. tridentinus Evers.

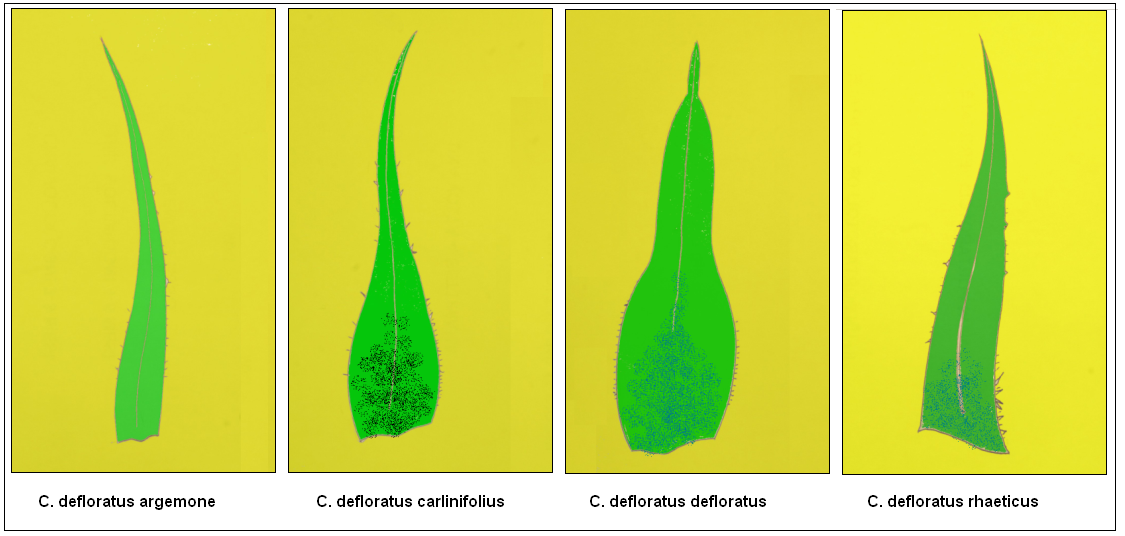
Squame di alcune sottospecie

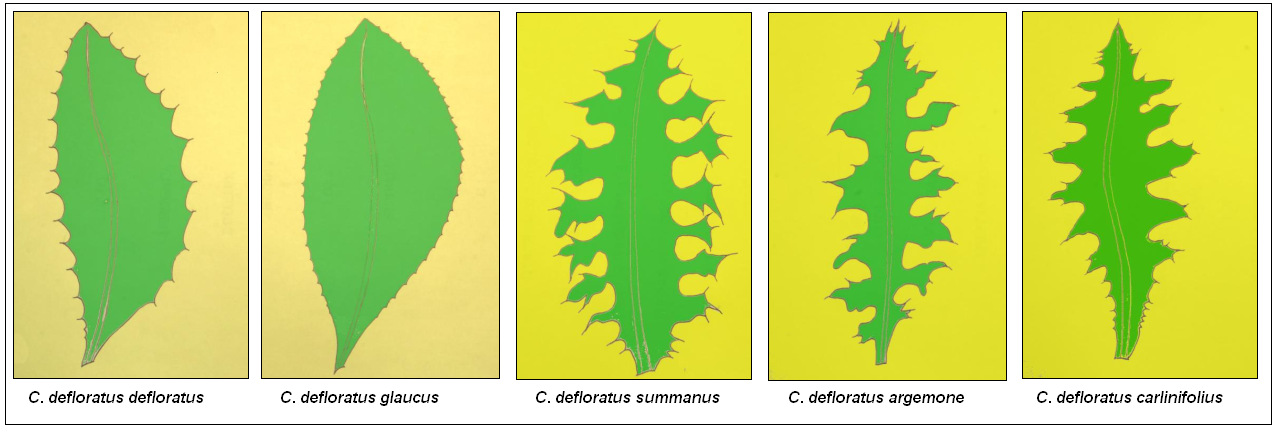
Foglie di alcune sottospecie

Per il Carduus defloratus sono riconosciute inoltre altre sottospecie:
- C. defloratus subsp. argemone (Pourr. ex Lam.) Ces. - Distribuzione: Pirenei[22]
- C. defloratus subsp. glaucus Nyman - Distribuzione: Austria Orientale e Slovenia.[18]
- C. defloratus subsp. carlinifolius (Lam.) Ces.[18] (= Carduus carlinifolius Lam.)
- C. defloratus subsp. medius (Gouan) Bonnier - Distribuzione: Pirenei.[23]
- C. defloratus subsp. paui (Devesa & Talavera) O.Bolòs & Vigo - Distribuzione: Spagna.[24]

### Ibridi
Nell'elenco che segue sono indicati alcuni ibridi intraspecifici :
- Carduus x brunneri Doll (1859) – Ibrido fra : C. defloratus e Carduus nutans
- Carduus x moritzii Brugger (1880) – Ibrido fra : Carduus crispus e C. defloratus
- Carduus x naegelii Brugger (1880) – Ibrido fra : C. defloratus e Carduus personata
- Carduus x schultzeanus Ruhmer in Eichl. (1881) – Ibrido fra : Carduus acanthoides e C. defloratus
- Carduus litigiosus x C. defloratus

### Sinonimi
La specie defloratus, in altri testi, può essere chiamata con nomi diversi. La tabella seguente indica alcuni tra i sinonimi più frequenti:
- Carduus argemone Pourret (sinonimo della sottospecie argemone)
- Carduus argemone Lam. (sinonimo della sottospecie argemone)
- Carduus argemone subsp. argemone (sinonimo della sottospecie argemone)
- Carduus argemone subsp. obtusisquameous Franco (sinonimo della sottospecie defloratus)
- Carduus axillaris Gaudin
- Carduus barrelieri Bertol. (sinonimo della sottospecie carlinifolius)
- Carduus barrelieri Bertol. ex Nyman (sinonimo della sottospecie glaucus)
- Carduus carlinaefolius Lam. (sinonimo della sottospecie carlinifolius)
- Carduus carlinaefolius Nyman
- Carduus carlinifolius Lam. (sinonimo della sottospecie carlinifolius)
- Carduus carlinifolius subsp. carlinifolius (sinonimo della sottospecie carlinifolius)
- Carduus carlinifolius subsp. timbalii Franco (sinonimo della sottospecie carlinifolius)
- Carduus collinus subsp. lobulatus (Borbás) Soó
- Carduus crassifolius Willd. (sinonimo della sottospecie defloratus)
- Carduus crassifolius subsp. crassifolius (sinonimo della sottospecie summanus)
- Carduus crassifloius subsp. glaucus (Rchb.f.) Kazmi (sinonimo della sottospecie glaucus)
- Carduus crassifolius var. crassifolius (sinonimo della sottospecie summanus)
- Carduus cirsioides Vill.
- Cirsium defloratum Scop.
- Carduus defloratus subsp. argemone (Pourr. ex Lam.) O.Bolòs & Vigo (sinonimo della sottospecie argemone)
- Carduus defloratus subsp. crassifolius (Willd.) Hayek (sinonimo della sottospecie summanus)
- Carduus defloratus subsp. spinulosus (Bertol.) Nyman
- Carduus defloratus subsp. tridentinus  (DC.) Murr, 1924 (sinonimo della sottospecie rhaeticus)
- Carduus defloratus subsp. viridis (A.Kern.) Nyman
- Carduus defloratus var. defloratus
- Carduus defloratus var. rhaeticus DC. (sinonimo della sottospecie rhaeticus)
- Carduus glaucinus Holub (sinonimo della sottospecie glaucus)
- Carduus glaucophyllus Desf. ex DC.
- Carduus glaucus Baumg. (sinonimo della sottospecie glaucus)
- Carduus medius Gouan  (sinonimo della sottospecie argemone)
- Carduus medius subsp. argemone (Lam.) P. Fourn. (sinonimo della sottospecie argemone)
- Carduus medius subsp. carlinifolius (Lam.) Kazmi  (sinonimo della sottospecie carlinifolius)
- Carduus montosus Pollini
- Carduus pannonicus Schleich. ex DC.
- Carduus pauciflorus Lam.
- Carduus pectinatus L.
- Carduus prasinus Glaab
- Carduus rhaeticus (DC.) Kerner (sinonimo della sottospecie rhaeticus)
- Carduus spinulosus Bertol.
- Carduus spinulosus subsp. spinulosus
- Carduus subdecurrens Bertol. (sinonimo della sottospecie summanus)
- Carduus summanus Pollini (sinonimo della sottospecie defloratus)
- Carduus tenuifolius Gaudin (sinonimo della sottospecie glaucus)
- Carduus transalpinus Suter
- Carduus tridentinus Evers (sinonimo della sottospecie rhaeticus)
- Carduus viridis A.Kern.
- Cirsium leucostylum Moench
- Cirsium pauciflorum Lam.
- Cnicus pauciflorus Waldst. & Kit.

### Specie simili
Tutti i cardi sono molto simili tra di loro. Nell'elenco sottostante sono indicate alcune specie principalmente abitatrici dell'arco alpino con le caratteristiche più differenti rispetto alla specie di questa voce:
- Carduus acanthoides L. - Cardo branca-orsina: il fusto è poco ramoso con pochi capolini terminali; le foglie superiori hanno la lamina ristretta e pennatosetta; la pagina inferiore delle foglie è cosparsa di peli pluricellulari crespi; tutta la pianta è molto spinosa con spine rigide.
- Carduus crispus L. - Cardo crespo: la pagina inferiore delle foglie è cosparsa di peli unicellulari lisci; le spine in genere sono più deboli.
- Carduus personata (L.) Jacq. - Cardo bardana: il fusto è ampiamente ramoso con diversi capolini terminali; le foglie superiori hanno la lamina ben sviluppata.
- Carduus nutans L. - Cardo pendente: le squame mediane dell'involucro presentano nella zona mediana una strozzatura; i capolini sono inclinati.
- Carduus tenuiflorus Curtis - Cardo a capolini gracili: il fusto ha delle spine robuste; i capolini hanno un involucro cilindrico e sono riuniti in un numero maggiore (da 3 a 8, fino a 12); le squame mediane sono glabre.
- Carduus pycnocephalus L. - Cardo a capolini densi: il fusto ha delle spine robuste; i capolini hanno un involucro cilindrico allungato e sono riuniti in un numero maggiore; le squame mediane sono cigliate sui bordi.

## Galleria d'immagini

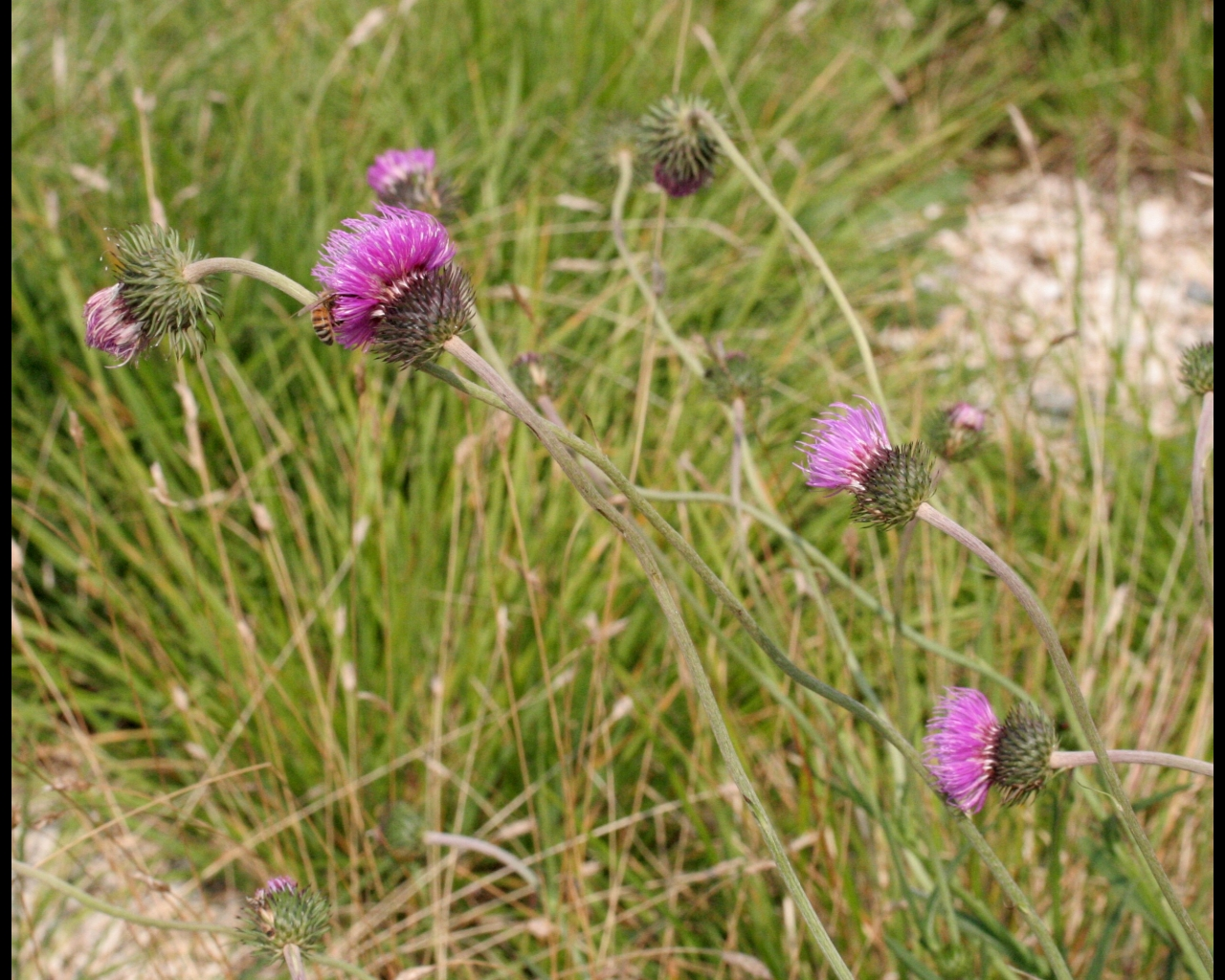
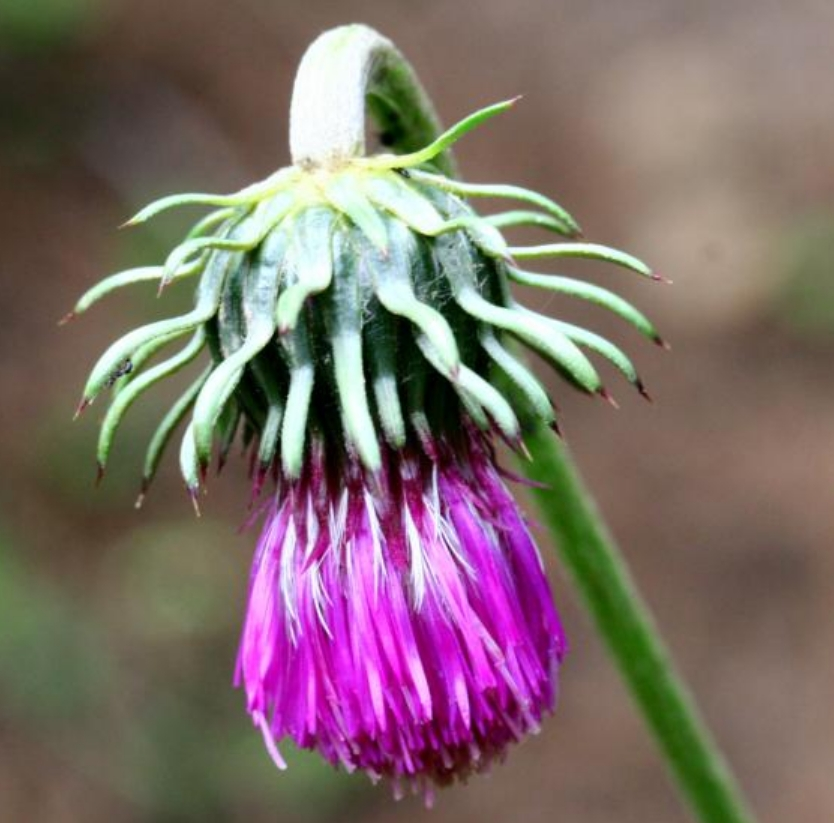
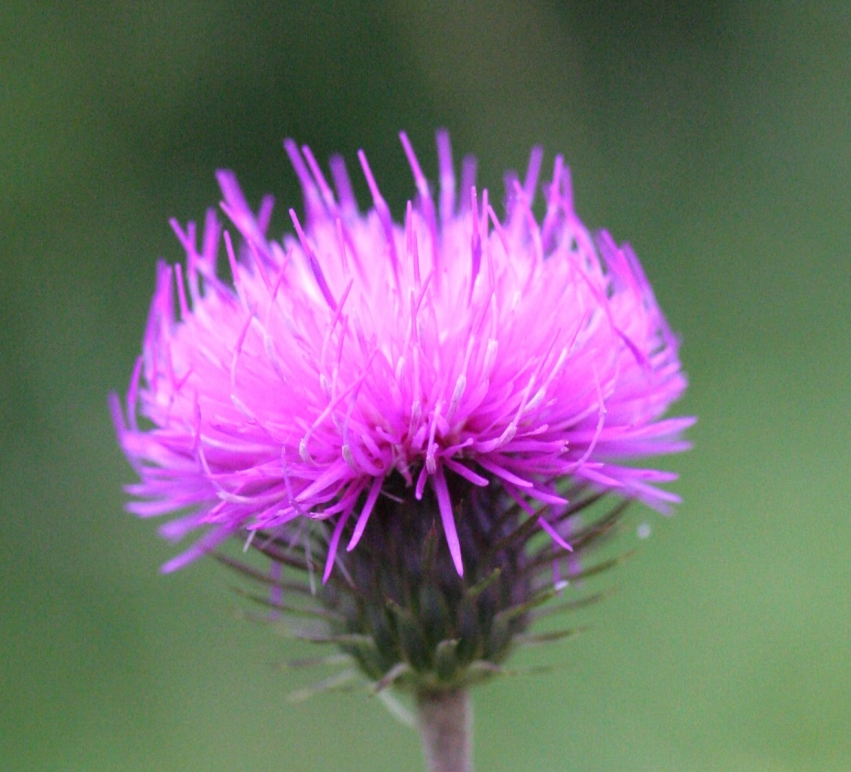
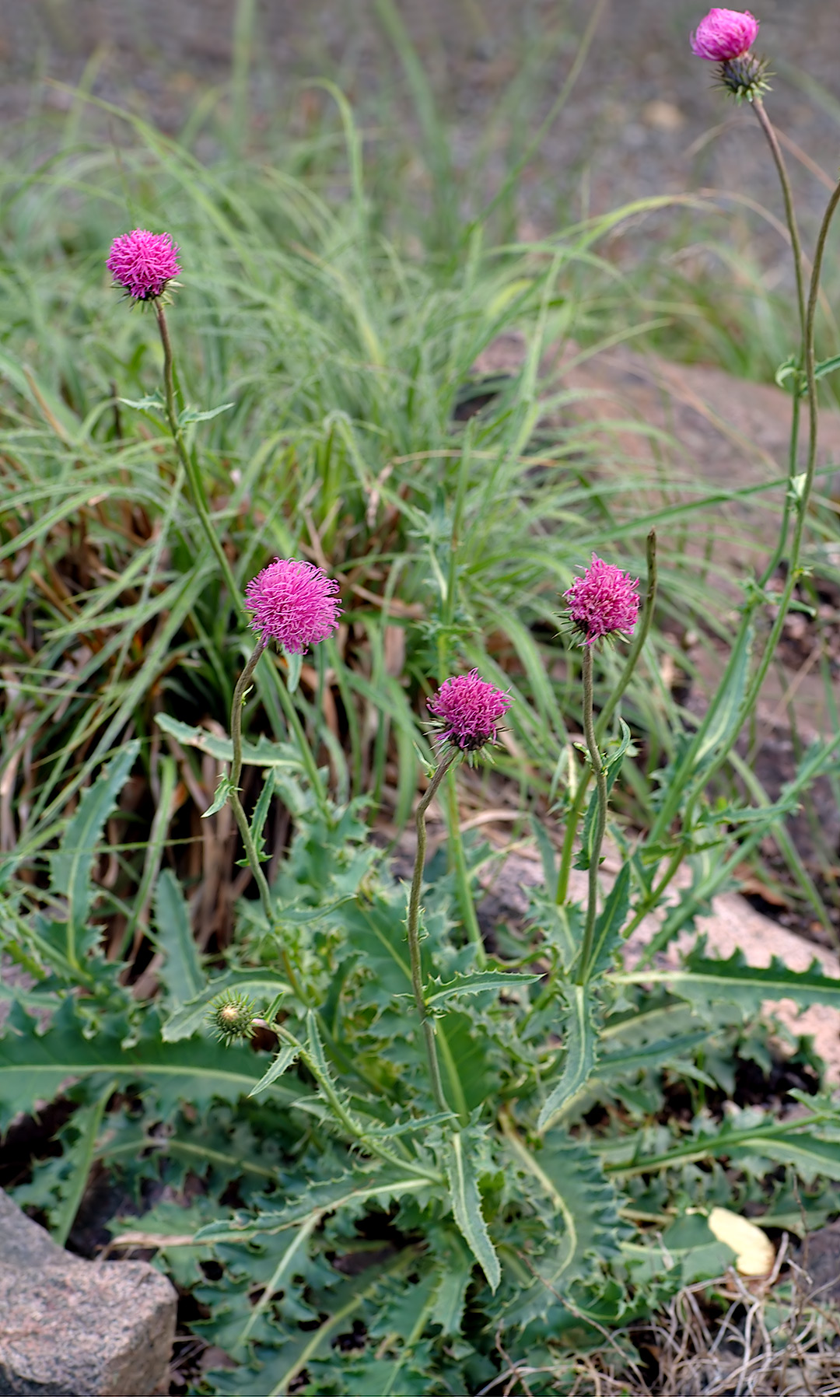